# 斯洛伐克人
斯洛伐克人是西斯拉夫人的一支。主要聚居於歐洲中部的斯洛伐克共和國。通用斯洛伐克語。多信奉羅馬天主教。斯洛伐克人是斯洛伐克的主體民族，另外在斯洛伐克的周邊國家捷克、匈牙利、塞爾維亞也有分布。也有大量的斯洛伐克人移民北美的美國、加拿大。

## 名称
斯洛伐克人的名字来源于斯拉夫人的旧名字Slověninъ（复数：Slověně）（前言“Proglas”，约863年）。 除了阳性名词外，所有斯洛伐克语单词都保留了原音；阴性名词是Slovenka，形容词是slovenský，语言是slovenčina，国家是Slovensko。第一次书面提到形容词slovenský（斯洛伐克的）是在1294年（ad parvam arborem nystra slovenski breza ubi est meta）。
斯洛伐克人的原名Slověninъ/Slověně仍被记录在普雷斯堡拉丁捷克语词典（14世纪）中，但在捷克语和波兰语的影响下（1400年左右）改为Slovák。巴尔代约夫（1444年，“Nicoulaus Cossibor hauptman，Nicolaus Czech et Slovak，stipendiarii supremi”）首次书面提到了当今斯洛伐克境内的新形式。捷克语资料来源中的参考文献较为陈旧（1375和1385年）。这一变化与斯洛伐克人的民族起源无关，只与西斯拉夫语支的语言变化有关。斯洛伐克（Slovak）一词后来也被用作捷克语、波兰语、斯洛伐克语和其他形式的所有斯拉夫人的通用名称。
自20世纪以来，在匈牙利语中，“Slovak”是Tót（复数:Tótok），这是一个外来语。它最初用来指所有斯拉夫人，包括斯洛文尼亚人和克罗地亚人，但最终主要指斯洛伐克人。匈牙利的许多地名，如托特圣捷尔吉、托特圣马尔通和托特科姆洛什，仍然使用这个名字。Tóth（托特）是一个常见的匈牙利姓氏。
斯洛伐克人在历史上也被不同地称为斯洛维宁人、斯洛维尼人、斯克拉夫人、斯克拉维人、斯拉夫斯人、斯拉维人、温德人（Winde/Wende）或温登人。最后三个术语是日耳曼语Wends（文德人）的变体，文德人在历史上被用来指代居住在日耳曼定居点附近的任何斯拉夫人。

## 种族形成
早期斯拉夫人从5世纪和6世纪开始分几波来到斯洛伐克领土，并在部落层面上组织起来。由于在并入更高的政治单位之前缺乏书面资料，原始部落名称并不为人所知。阿瓦尔人可能加速了部落意识的削弱，他不尊重被控制领土上的部落差异，并促使剩下的斯拉夫人联合起来，进行合作防御。7世纪，斯拉夫人建立了一个更大的部落联盟：萨摩帝国。不管萨摩帝国如何，其他领土的一体化进程仍在继续，强度各不相同。
阿瓦尔汗国的最终沦陷使新的政治实体得以出现。有书面资料记载的第一个这样的政治单位是尼特拉公国，它是后来共同民族意识的基础之一。在历史的这个阶段，还不可能假设邻近东部领土上所有斯洛伐克人祖先的共同身份，即便那里居住着关系密切的斯拉夫人。尼特拉公国成为大摩拉维亚公国的一部分，这是摩拉维亚人的共同国家（捷克人的祖先只加入了几年）。大摩拉维亚的存在时间相对较短，使其无法压制由两个独立实体创建的差异，因此，共同的“斯洛伐克-摩拉维亚”民族身份未能发展起来。然而，今天斯洛伐克境内的早期政治一体化反映在语言一体化上。虽然斯洛伐克早期祖先的方言分为西斯拉夫语（斯洛伐克西部和东部）和非西斯拉夫语族（斯洛伐克中部），但在8世纪至9世纪之间，这两种方言合并，从而为后来的斯洛伐克语奠定了基础。
10世纪是斯洛伐克民族起源史上的一个里程碑。大摩拉维亚的沦陷和进一步的政治变革支持了他们组成一个独立国家。与此同时，随着原始斯拉夫语的灭绝，在10世纪至13世纪之间，斯洛伐克语演变成一种独立的语言（与其他斯拉夫语同时形成）。匈牙利王国的早期存在对匈牙利北部斯拉夫人的共同意识和友谊的发展产生了积极影响，不仅是在今天的斯洛伐克境内。斯洛伐克人和匈牙利人之间的明显差异使采用特定名称变得不必要，斯洛伐克人保留了他们的原名（拉丁语的Slavus），该名称也用于与其他斯拉夫人（波兰人Polonus、波西米亚人Bohemus、卢森尼亚人Ruthenus）的交流。在政治上，中世纪的斯洛伐克人是多民族政治国家匈牙利王国的一部分，与匈牙利人（或者更准确地说是马扎尔人）、斯洛文尼亚人、德意志人、罗马尼亚人和王国内的其他民族一起。由于中世纪的政治国家不是由普通人组成，而是由贵族组成，因此所有这些民族都必须加入特权阶层（匈牙利贵族）。
与其他民族一样，斯洛伐克人从18世纪开始在浪漫民族主义的理念下转型为现代民族。现代斯洛伐克民族是哈布斯堡帝国内部激进现代化进程的结果，这一进程在19世纪中叶达到顶峰。与匈牙利民族主义的冲突减缓了转型进程，斯洛伐克人的民族起源成为一个政治问题，特别是在剥夺和维护他们的语言和民族权利方面。1722年，特尔纳瓦大学法学教授米哈尔·本茨希克发表了一项理论，认为特伦钦的贵族和市民不应享有与匈牙利人相同的特权，因为他们是斯瓦托普鲁克的后裔（不如马扎尔人）。本茨希克和他的斯洛伐克对手扬·巴尔塔扎尔·马金都没有对定居点的连续性提出严重质疑。此外，乔尔吉斯·帕帕内克（或称尤拉伊·帕帕内克）撰写的第一部斯洛伐克史书将斯洛伐克人的根源追溯到《斯拉夫氏族史》中的大摩拉维亚，此书即Historia gentis Slavae. De regno regibusque Slavorum（《斯洛伐克民族历史：论斯洛伐克王国和国王》，1780年）。帕帕内克的著作成为斯洛伐克民族复兴运动论证的基础。然而，斯洛伐克民族复兴不仅接受了人口的连续性，而且强调了人口的持续性，从而证明斯洛伐克人是国家的平等公民，国家的建立既不需要匈牙利“独特的政治家天赋”，也不需要基督教化。
1876年，匈牙利语言学家帕尔·洪法尔维发表了一篇关于在匈牙利人到来之前斯洛伐克人和斯拉夫人之间缺乏连续性的理论。洪法尔维试图证明，在古匈牙利人（Magyars）到来之前，斯洛伐克人的祖先并不生活在今天的斯洛伐克领土上，而斯洛伐克人后来从13世纪后从邻国来到匈牙利王国的其他斯拉夫人中出现。亚诺什·考拉琼尼伊认为斯洛伐克中部和北部无人居住（1901年），在他的著作《我们对国家领土完整的历史权利》（1921年）中，他声称原始斯拉夫人的剩余部分被马扎尔人同化，现代斯洛伐克人是上摩拉维亚和奥得河移民的后代（当时这些领土上的人口密度太低，不可能有大量殖民者来自这些地区）。这一理论随后被战争期间的匈牙利修正主义者滥用，他们质疑匈牙利对斯洛伐克主张的连续性。1982年，当已经有丰富的考古证据证明相反的情况时，匈牙利历史学家乔尔基·乔尔菲发表了类似的理论。乔尔菲承认较小的斯拉夫人群体可以留在斯洛伐克领土上，但他表示，斯洛伐克人的起源是由于后来的殖民化而加强的各种斯拉夫群体的稀疏定居。根据费伦茨·马克的说法，中世纪的摩拉维亚人不是斯洛伐克人的祖先，大多数斯洛伐克人是后来斯拉夫新移民的后裔。

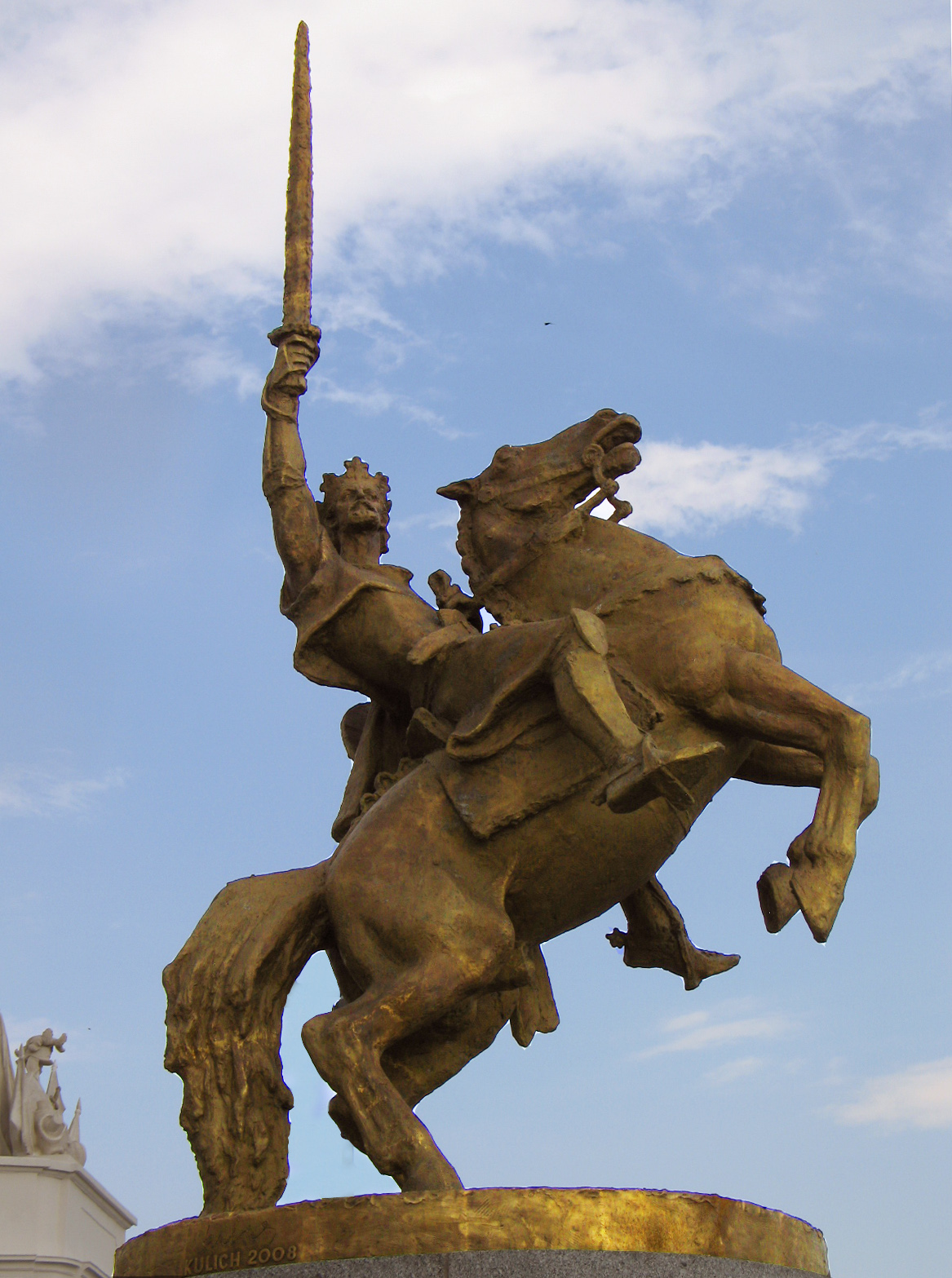
斯瓦托普鲁克一世的雕像，位于布拉迪斯拉发

相反的理论，支持捷克和斯洛伐克民族以前的共同历史，从而也使统一的捷克斯洛伐克民族的建立合法化，在战争期间的捷克斯洛伐克获得了政治支持。与考拉琼尼伊一样，捷克历史学家瓦茨拉夫·哈洛佩茨基认为斯洛伐克的北部和中部直到13世纪都没有人居住，西南部有捷克人居住。然而，在1946年，哈洛佩茨基认为斯洛伐克民族是从邻国斯拉夫人中崛起的，直到17世纪才成立。斯洛伐克历史学家丹尼尔·拉潘特（Daniel Rapant）已经科学地驳斥了他关于斯洛伐克大部分森林覆盖地区人口不足的理论（例如，在1934年的《O starý Liptov》中），并被许多考古发现证明是错误的，捷克斯洛伐克史学界也拒绝了这一理论。另一方面，反对捷克斯洛伐克民族主义的战间期斯洛伐克自治主义者将斯洛伐克民族的存在追溯到普里比纳时代（在斯拉夫时代早期，即萨摩帝国时期，记录斯洛伐克人存在的试验是边缘的，存在于现代主流斯洛伐克史学之外）。
1993年捷克斯洛伐克解体后，独立的斯洛伐克的成立激发了人们对斯洛伐克民族特征的兴趣。这方面的一个反映是拒绝捷克斯洛伐克的共同民族身份，而赞成纯粹的斯洛伐克民族身份。

## 历史

### 潘诺尼亚盆地的斯拉夫人
在今天的斯洛伐克领土上，已知的第一个斯拉夫国家是萨摩帝国和尼特拉公国，成立于8世纪。

### 大摩拉维亚时期

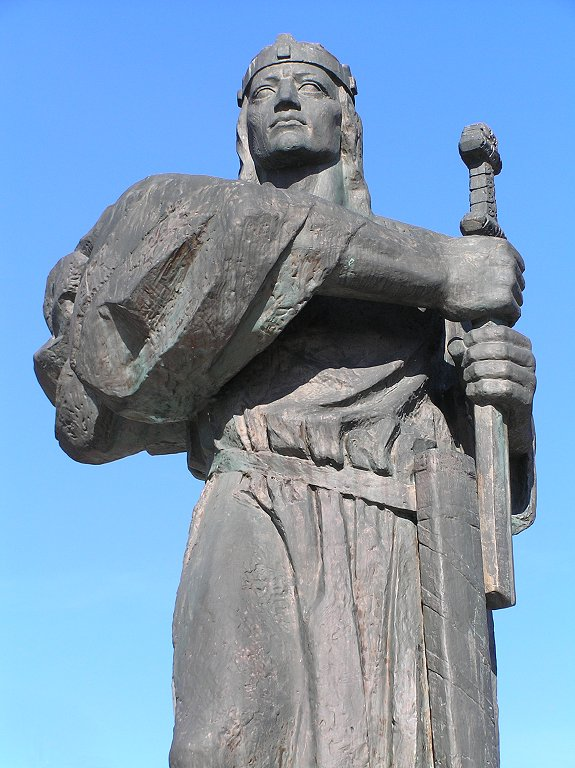
尼特拉公国的统治者普里比纳于839/840年至861年建立并统治巴拉顿公国

大摩拉维亚（833–902-907）是9世纪和10世纪初的一个斯拉夫国家，其创建者是捷克人和斯洛伐克人的祖先。此时发生了重要的发展，包括拜占庭僧侣西里尔与美多德的使命，格拉哥里字母（西里尔字母的早期形式）的发展，以及使用古教会斯拉夫语作为官方和文学语言。自19世纪以来，它的形成和丰富的文化遗产吸引了更多的兴趣。
斯拉夫部落最初居住的领土不仅包括今天的斯洛伐克，还包括今天的波兰部分地区、摩拉维亚东南部和大约整个匈牙利北半部。

### 匈牙利王国时期

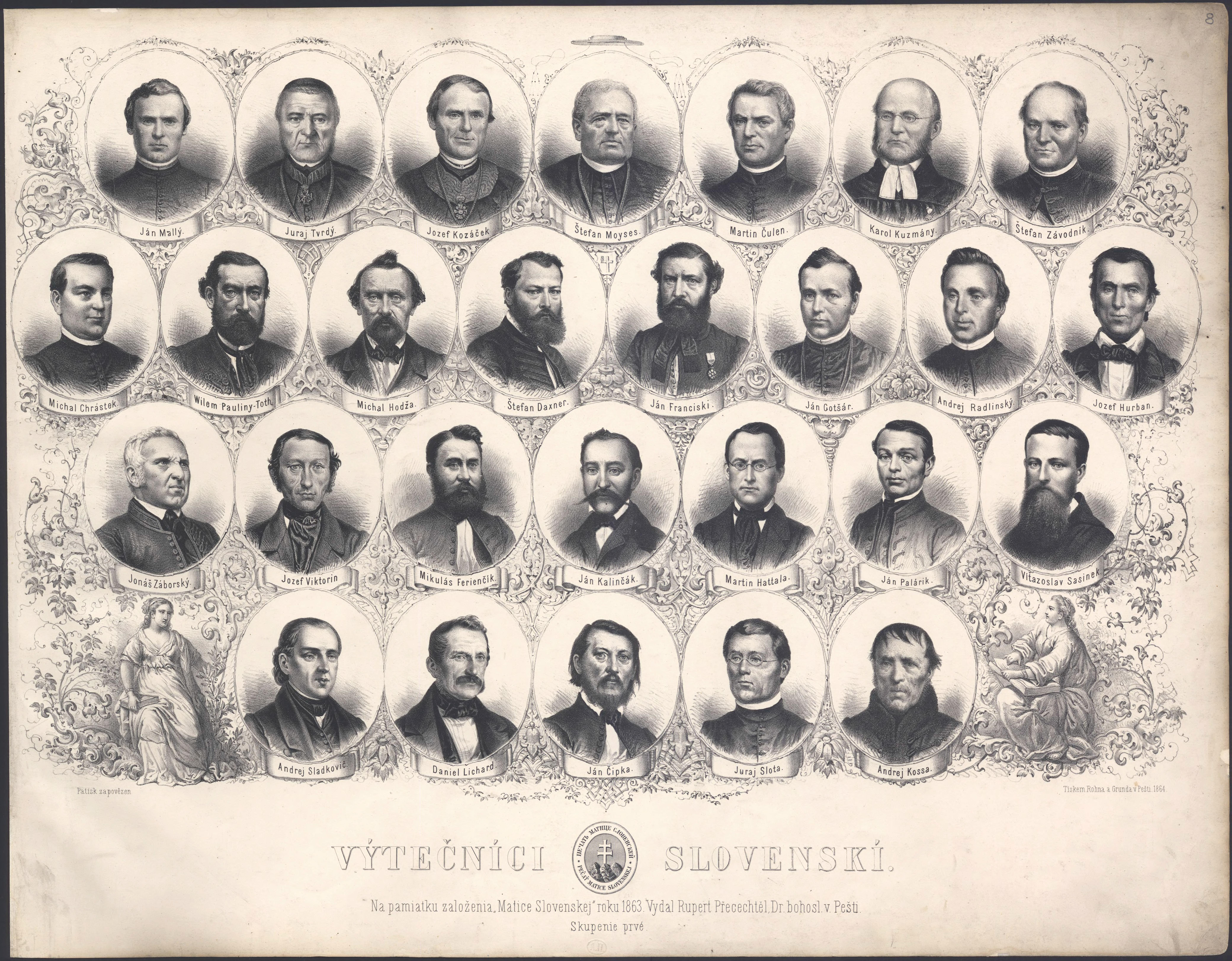
斯洛伐克知名人士画廊，活跃于不同领域（历史、文学、教育、宗教、科学）。在1863年成立斯洛伐克基金会（Matica slovenská）之际出版，这是一个主要的爱国组织

今天斯洛伐克的领土被分为两部分，一部分是匈牙利王国（从907年到14世纪初逐渐处于匈牙利统治之下），另一部分是上匈牙利和皇家匈牙利（从1527年到1848年在哈布斯堡王朝统治之下（另见1848年匈牙利革命）），直到1918年捷克斯洛伐克成立。然而，根据其他历史学家的说法，从895年到902年，今天斯洛伐克的整个地区都成为了崛起的匈牙利公国的一部分，一个世纪后（没有分级）成为了匈牙利王国的一部分。一个独立的实体，称为尼特拉边疆公国，此时存在于匈牙利王国内部。这个公国于1107年被废除。斯洛伐克人在今天的匈牙利居住的领土逐渐减少。
1541年，当匈牙利大部分地区被奥斯曼帝国征服时（见奥斯曼匈牙利），今天的斯洛伐克领土成为了匈牙利和后来的哈布斯堡统治下的王国的新中心，正式称为皇家匈牙利。由于类似的原因，一些克罗地亚人定居在今天的布拉迪斯拉发周围。此外，从13世纪到15世纪，许多德意志人作为寻求工作的殖民者和采矿专家定居在匈牙利王国，尤其是城镇。犹太人和吉普赛人也在该领土内形成了大量人口。在这一时期，今天的斯洛伐克大部分地区是哈布斯堡王朝统治的一部分，但奥斯曼帝国统治着它的南部和最东南部。
1700年左右，奥斯曼帝国被迫从今天的匈牙利撤退后，成千上万的斯洛伐克人逐渐定居在玛丽亚·特蕾西亚统治下的匈牙利王国（今天的匈牙利、罗马尼亚、塞尔维亚和克罗地亚）人口减少的地区，这就是这些国家今天的斯洛伐克飞地（如伏伊伏丁那的斯洛伐克人和匈牙利的斯洛伐克人）的产生方式。
在特兰西瓦尼亚之后，上匈牙利（今斯洛伐克）是匈牙利王国几个世纪以来最先进的地区，但在19世纪，当布达佩斯成为王国的新首都时，该领土以及王国内其他地区的重要性下降，许多斯洛伐克人陷入贫困。因此，数十万斯洛伐克人移民到北美，尤其是在19世纪末和20世纪初（1880-1910年），总共至少有150万移民。
斯洛伐克展现了非常丰富的民间文化。斯洛伐克的一部分习俗和社会风俗与前哈布斯堡君主国的其他国家相同（1867年至1918年，匈牙利王国与哈布斯堡君主国建立了共主邦联）。

### 捷克斯洛伐克时期
斯洛伐克人民在20世纪的大部分时间里都在捷克斯洛伐克的框架内度过，捷克斯洛伐克是第一次世界大战后成立的一个新国家。在这段时间里，进行了重大改革和二战后的工业化。斯洛伐克语在这一时期受到捷克语的强烈影响。

## 文化
斯洛伐克的艺术可以追溯到中世纪，当时创造了该国历史上一些最伟大的杰作。这一时期的重要人物包括许多古画大师，其中包括勒沃察的保罗大师和MS大师。更多的当代艺术可以在科罗曼·索科尔、阿尔宾·布鲁诺夫斯基、马丁·本卡、米库拉什·加兰达、卢多维特·富拉的阴影下看到。尤利乌斯·科勒和斯坦尼斯拉夫·菲尔科，在21世纪的罗曼·翁达克，布拉什伊·巴拉日。斯洛伐克最重要的作曲家是尤根·苏洪、扬·齐克尔和亚历山大·莫伊泽斯，以及21世纪的弗拉迪米尔·戈达尔和彼得·马哈伊迪克。
斯洛伐克最著名的名字可以毫无疑问地归因于发明和技术。这些人包括约瑟夫·穆尔加什，无线电报的发明者；扬·巴希尔，施特凡·巴尼奇，现代降落伞的发明者；奥雷尔·斯托多拉，仿生手臂的发明者和热力学先驱；以及最近的现代原声弦乐器之父约翰·多普耶拉。匈牙利发明家约瑟夫·佩兹瓦尔和耶德利克·阿纽什的父亲都是斯洛伐克人。
斯洛伐克也以其通才而闻名，其中包括帕维尔·约瑟夫·沙法里克、马蒂亚斯·贝尔、扬·科拉尔和其政治革命者米兰·拉斯蒂斯拉夫·什特凡尼克和亚历山大·杜布切克。
有两位领导者编纂了斯洛伐克语法典。第一个是安东·贝尔诺拉克，他的概念基于斯洛伐克西部的方言（1787年）。这是斯洛伐克第一个国家标准语言的颁布。第二个著名的人是卢多维特·什图尔。他对斯洛伐克语的形成主要基于斯洛伐克中部方言的原则（1843年）。
最著名的斯洛伐克英雄是尤拉伊·亚诺希克（斯洛伐克人中相当于罗宾汉）。著名探险家和外交家莫利斯·贝尼奥斯基，匈牙利语表记为贝纽夫斯基（Benyovszky)，是斯洛伐克人（他来自今斯洛伐克的弗尔博韦，在中学注册时被列为“nobilis Slavicus-斯洛伐克贵族”）。
在体育方面，斯洛伐克人最出名的可能是他们的冰球名人（在北美），尤其是斯坦·米基塔、彼得·什佳斯特尼、彼得·邦德拉、日格蒙德·帕尔菲、马里安·霍萨和兹德诺·哈拉。兹德诺·哈拉是NHL历史上第二位带领球队赢得斯坦利杯的欧洲队长，他在2010-11赛季与波士顿棕熊队一起赢得了斯坦利杯。

## 地图

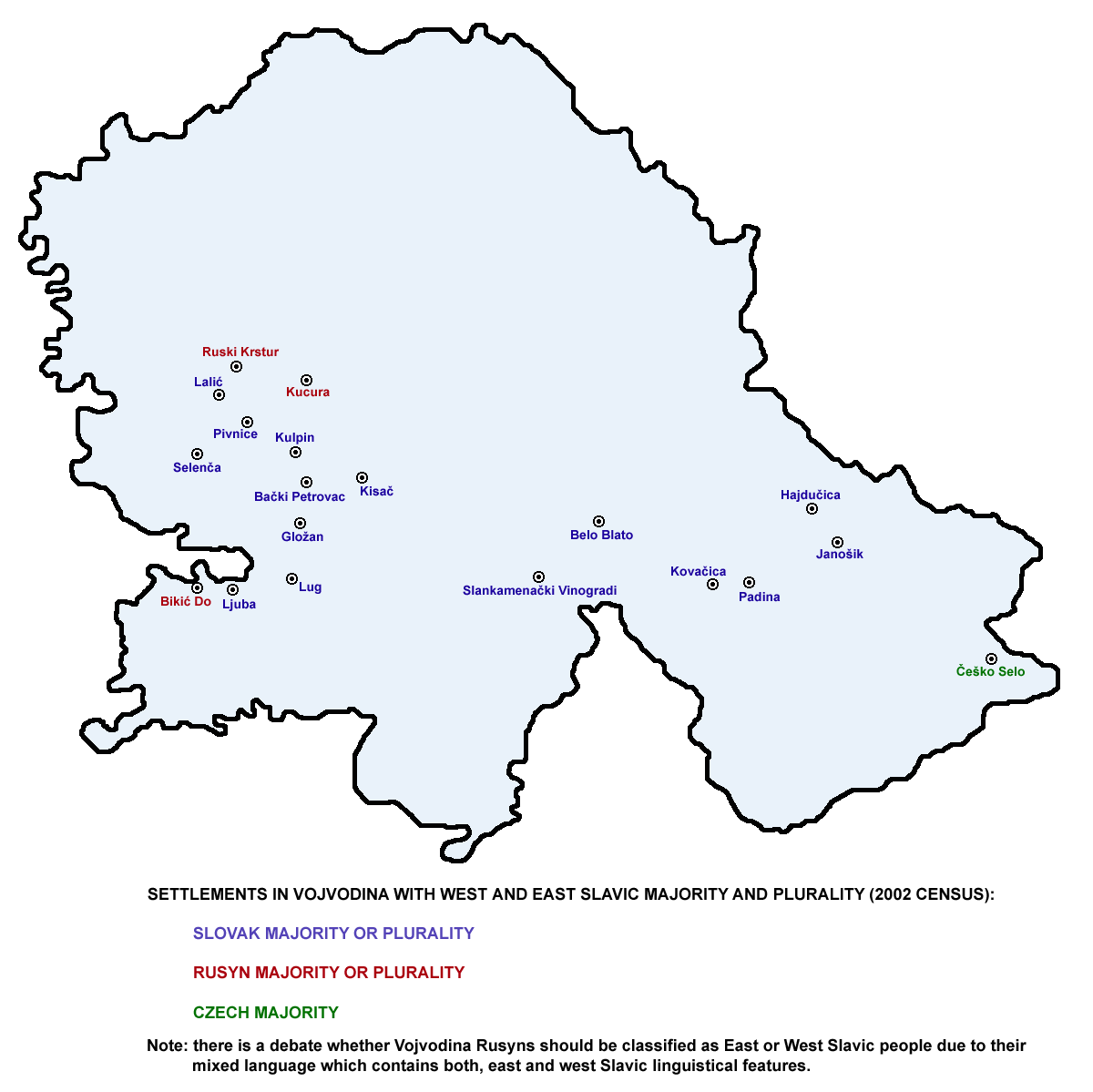
伏伊伏丁那的斯洛伐克人定居点（2002年数据）
蓝色显示在美国使用斯洛伐克语相对比例较高的州（2000年数据）

## 统计
斯洛伐克大约有540万斯洛伐克本国人。更多的斯洛伐克人居住在以下国家（该列表首先显示了斯洛伐克人在国外的大使馆等和协会的估计数，其次是截至2000/2001年的国家官方数据）。
该名单来源于现任斯洛伐克共和国政府驻国外斯洛伐克全权代表、加拿大籍斯洛伐克人克劳德·巴拉日。
- 美国（1,200,000/821,325*）[*（1）然而，根据1990年的人口普查，美国有1,882,915名斯洛伐克人，（2）美国约有400,000名“捷克斯洛伐克人”，其中很大一部分是19世纪至21世纪的斯洛伐克移民；另见美国人口普查[24]
- 捷克共和国（350,000/183,749*）[*然而，根据1991年的人口普查，捷克共和国有314,877名斯洛伐克人]——由于前捷克斯洛伐克的存在
- 匈牙利（39,266/17,693）
- 加拿大（100,000/50,860）——19世纪至21世纪的移民
- 塞尔维亚（60,000/59,021*）[特别是在伏伊伏丁那；*不包括卢森尼亚人]——18世纪和19世纪的定居者
- 波兰（2002年）（47,000/2,000*）[*中央人口普查委员会接受了波兰斯洛伐克人协会对这一数字的反对意见]——传统少数民族，由于20世纪的边界变化
- 罗马尼亚（18,000/17,199）——传统少数民族
- 乌克兰（17,000/6,397）[特别是在喀尔巴阡鲁塞尼亚]——传统少数民族，由于前捷克斯洛伐克的存在
- 法国（13,000/不适用）
- 澳大利亚（12,000人/不适用）——20世纪至21世纪的移民
- 奥地利（10,234/10,234）——20世纪至21世纪的移民
- 英国（10,000/不适用）
- 克罗地亚（5,000/4,712）——18世纪和19世纪的定居者
- 其他国家

根据上述数据，2001年居住在斯洛伐克境外的斯洛伐克人估计最多为2,016,000人（1991年为2,660,000人），这意味着，总的来说，2001年世界上最多有6,630,854名斯洛伐克人（1991为7,180,000人）。根据估计，居住在斯洛伐克境外的斯洛伐克人口约为150万。
来自斯洛伐克外国之家（Dom zahraničných Slovákov）的其他（高得多的）估计数据可以在SME上找到。

## 图集

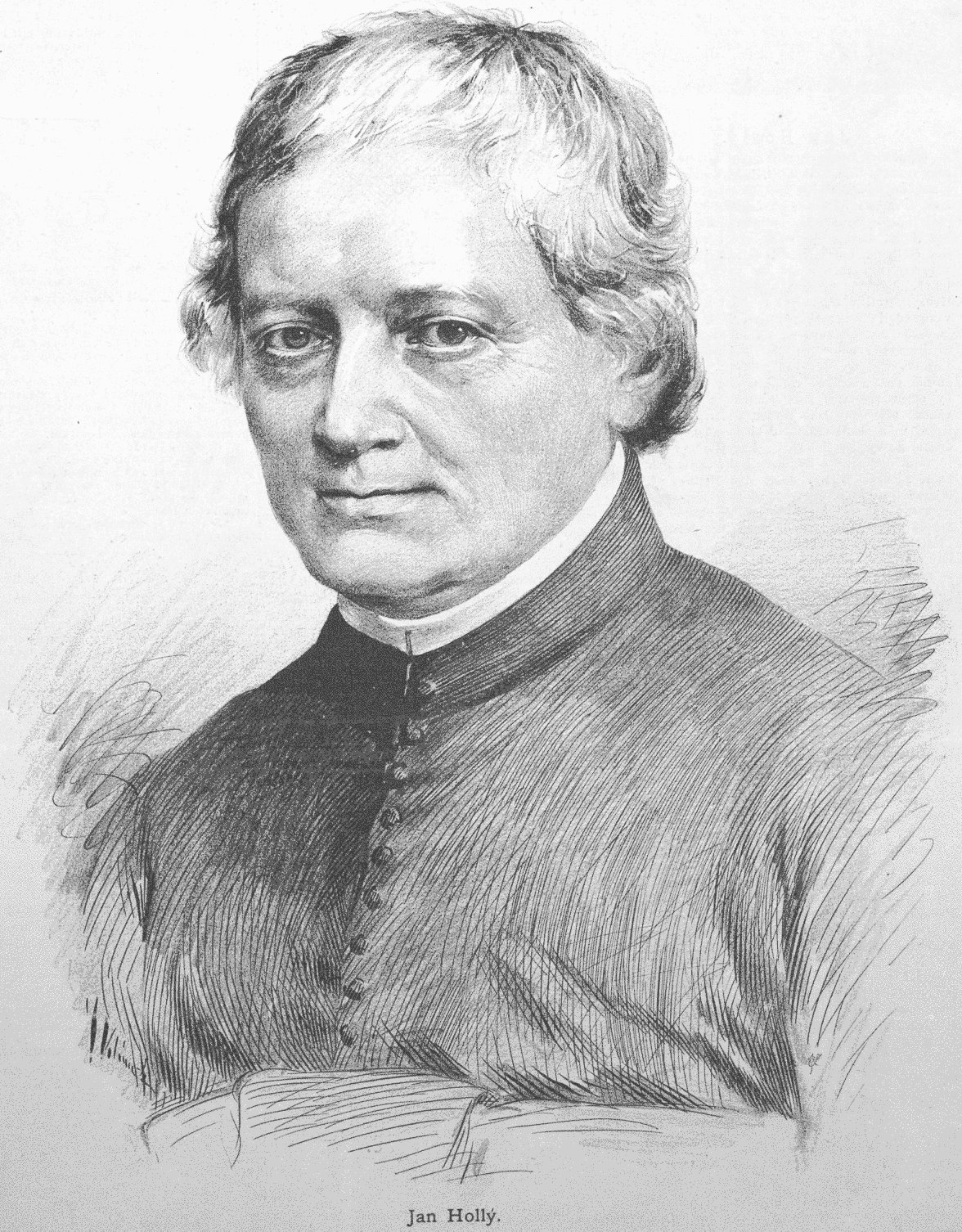
扬·霍利 （诗人）
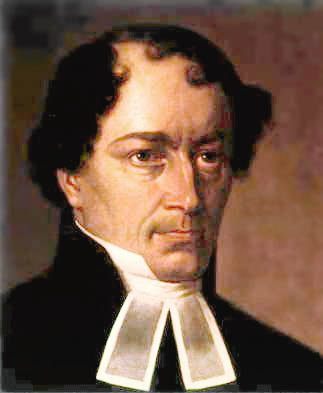
扬·科拉尔 （诗人）
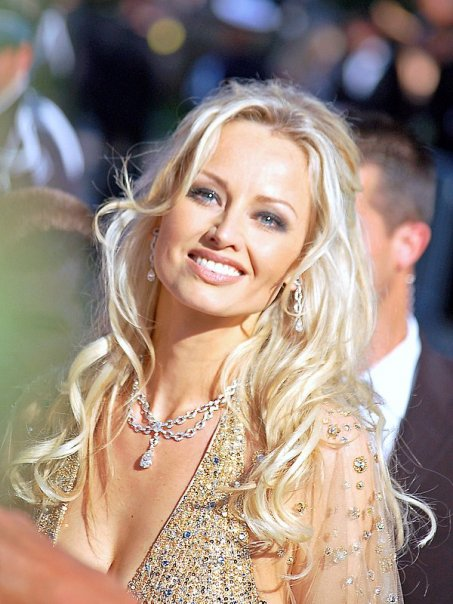
阿德里安娜·卡朗伯 （演员）
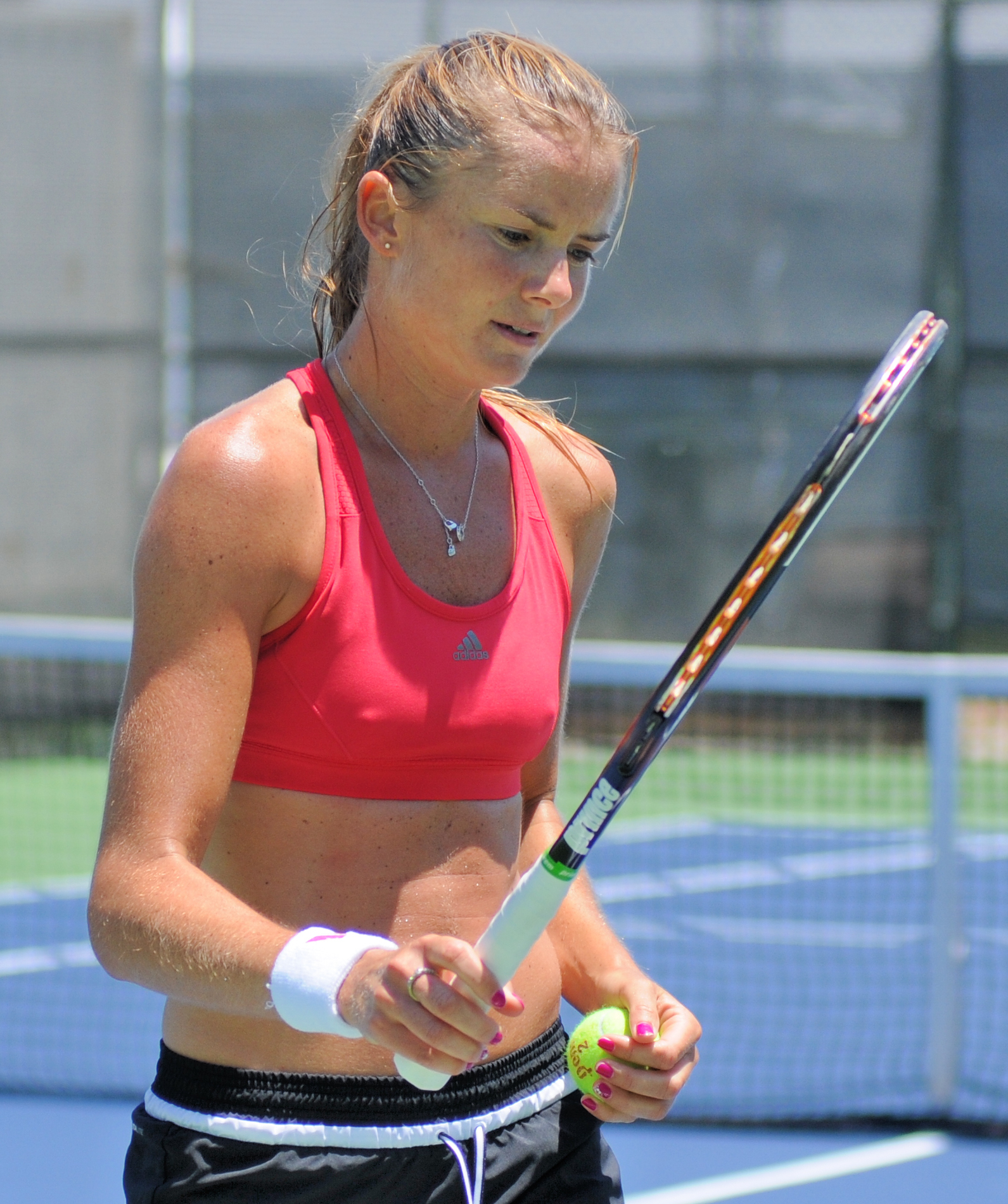
達妮埃拉·漢圖霍娃 （网球选手）
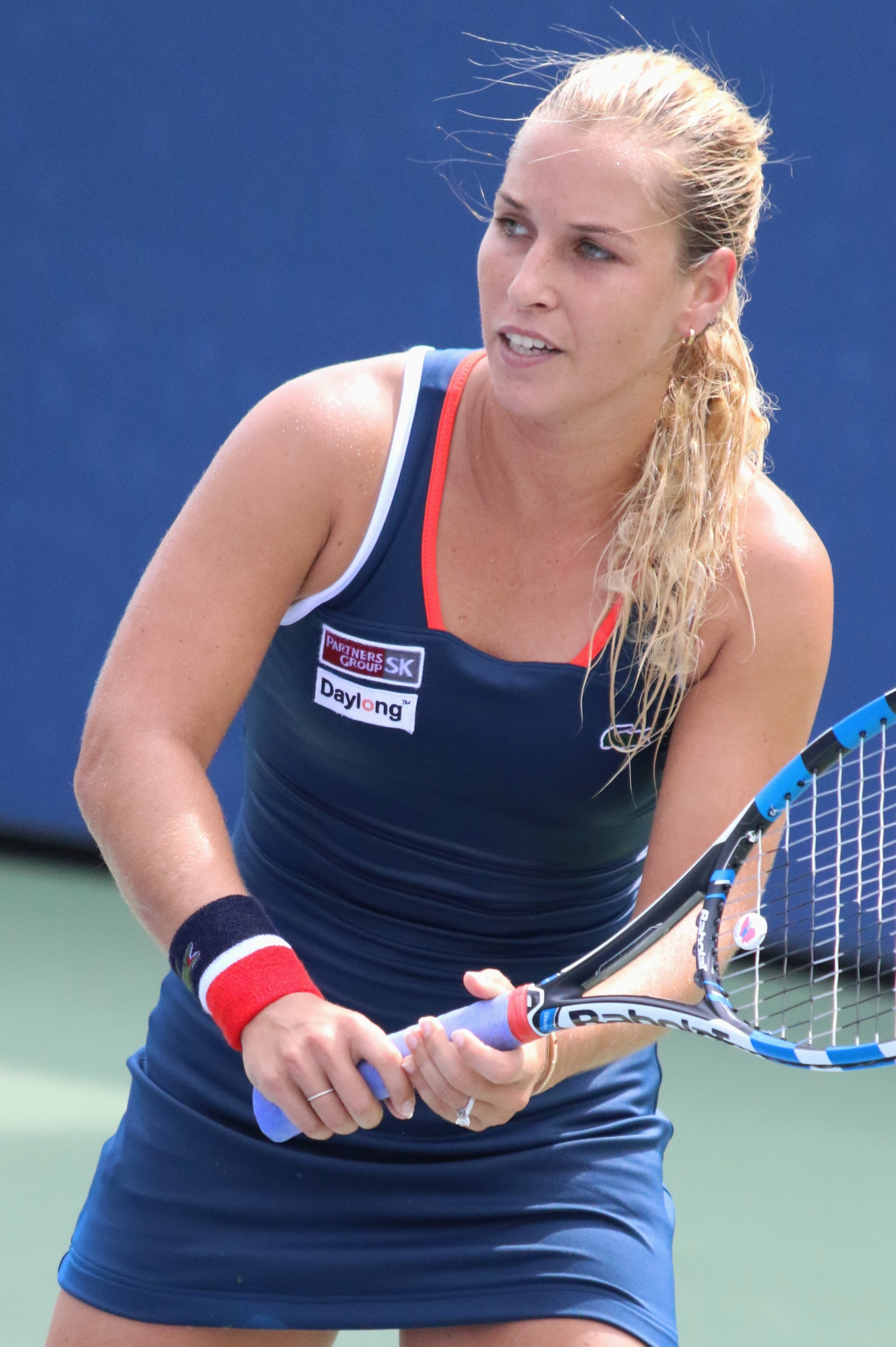
多米尼卡·齐布尔科娃 （网球选手）
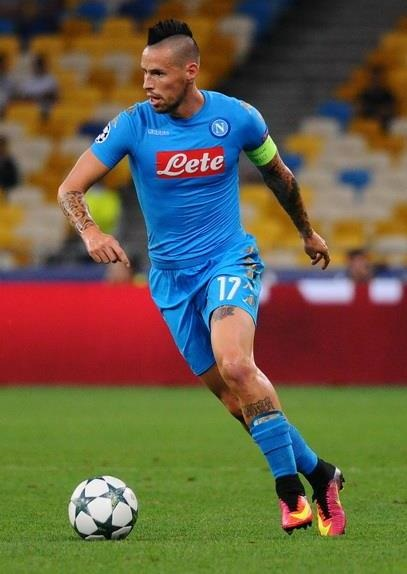
馬歷·咸錫 （足球员）

## 备注
1. ↑  斯洛伐克人和斯洛文尼亚人是目前唯一保留原名的斯拉夫民族。对于斯洛文尼亚人来说，形容词仍然是slovenski，阴性名词仍然是Slovenka，但阳性名词后来改为Slovenec。他们语言的斯洛伐克语名称是slovenčina，他们语言的自身名称是slovenščina。斯洛伐克语中对斯洛文尼亚人的称呼是slovinčina；斯洛文尼亚语称斯洛伐克人为slovaščina。这个名字来源于原始斯拉夫语形式slovo“词语，说话”（参见斯洛伐克语sluch，它来自印欧语词根*ḱlew-）。因此，斯洛伐克人和斯洛文尼亚人的意思是“说话（同一种语言）的人”，即相互理解的人。
2. ↑  例如，在日利纳附近的克拉斯纳尼的斯拉夫土堆，马尔丁的墓地，在图尔奇安斯卡-布拉特尼卡、马里-切普琴和扎博克雷基的大型土堆，利普托夫斯基-米哈尔、利普托夫斯卡-马拉的定居点（在水坝建设期间出土），弗拉奇、利普托夫斯卡-施蒂亚夫尼察、帕卢扎、索科尔切、利斯科瓦、波德图伦、普罗西耶克、博布罗夫尼克、利卡夫卡的定居点——所有这些都是8-10世纪的土堆。